# Brian Johnson
Brian Johnson (ur. 5 października 1947 w Dunston) – brytyjski wokalista.
Karierę rozpoczął w brytyjskim zespole z Newcastle: Geordie. W 1980 roku po śmierci Bona Scotta dołączył do zespołu AC/DC. W 2016 roku opuścił zespół z powodu problemów ze słuchem. 30 września 2020 zespół za pośrednictwem Twittera poinformował o powrocie Johnsona do składu.
Brian Johnson wystąpił gościnnie w filmie Gol! oraz podkładał głos w grze Call of Duty: Finest Hour sierżantowi Starkeyowi. W 2006 roku piosenkarz został sklasyfikowany na 39. miejscu listy 100 najlepszych metalowych wokalistów wszech czasów według Hit Parader.

## Dyskografia
| Albumy solowe - 1976 Strange Man Geordie - 1973 Hope You Like It - 1974 Don't Be Fooled By The Name - 1976 Save The World - 1978 No Good Woman - 1981 Geordie Featuring Brian Johnson - 1989 Brian Johnson & Geordie "Keep On Rockin' |  | AC/DC - 1980 Back in Black - 1981 For Those About to Rock We Salute You - 1983 Flick of the Switch - 1985 Fly on the Wall - 1986 Who Made Who - 1988 Blow Up Your Video - 1990 The Razor’s Edge - 1992 AC/DC Live - 1995 Ballbreaker - 1997 Bonfire - 2000 Stiff Upper Lip - 2008 Black Ice - 2012 Live at River Plate - 2014 Rock or Bust - 2020 Power Up |

## Publikacje
- Rockers and Rollers: A Full-Throttle Memoir, 2012, It Books, ISBN 978-0-06-199084-7